# Зубайдуллин, Айдар Хизбуллович
  Зубайдуллин Айдар Хизбуллович   (род. 9 февраля 1963 года) — танцовщик, балетмейстер. Народный артист Республики Башкортостан (1997).

## Биография
Зубайдуллин Айдар Хизбуллович родился 9 февраля 1963 года в Уфе. Родители: Хисбулла (Хисбулла) Гумерович Зубайдуллин и Фая Сахиповна Гареева- солисты Башкирского государственного ансамбля народного танца.
В 1984 году окончил Московский институт культуры (педагог И.В.Смирнов), в 1998 году - РАТИ (педагог Е.П.Валукин).
С 1985 года работает в Ансамбле народного танца им. Ф.Гаскарова солистом, с 1995 года - главным балетмейстером, в 1996—2000 годах - художественным руководителем, с 2005 по 2013 год – балетмейстером ансамбля.  В 2003 — 2004 годах Айдар Хизбуллович -  директор Республиканского центра народного творчества РБ.

## Роли в спектаклях
«Гульназира», «Зарифа», «Еҙ үксә» («Медный каблук»), «Бесәнселәр» («Косари»), «Ҡороҡсолар» («Укротители»), «Төньяҡ амурҙары» («Северные амуры») и др.

## Награды и звания
- Заслуженный артист Республики Башкортостан ( 1993 г.),
- Народный артист Республики Башкортостан (1997 г.),
- Почётная грамота Президента Российской Федерации (2016 г.) — за заслуги в развитии культуры, средств массовой информации и многолетнюю плодотворную работу[2].